# Група 4 періодичної системи елементів
| H  |    |    |    |    |    |    |    |    |    |    |    |     |     |     |     |     | He  |  |
| Li | Be |    |    |    |    |    |    |    |    |    |    | B   | C   | N   | O   | F   | Ne  |  |
| Na | Mg |    |    |    |    |    |    |    |    |    |    | Al  | Si  | P   | S   | Cl  | Ar  |  |
| K  | Ca | Sc | Ti | V  | Cr | Mn | Fe | Co | Ni | Cu | Zn | Ga  | Ge  | As  | Se  | Br  | Kr  |  |
| Rb | Sr | Y  | Zr | Nb | Mo | Tc | Ru | Rh | Pd | Ag | Cd | In  | Sn  | Sb  | Te  | I   | Xe  |  |
| Cs | Ba | *  | Hf | Ta | W  | Re | Os | Ir | Pt | Au | Hg | Tl  | Pb  | Bi  | Po  | At  | Rn  |  |
| Fr | Ra | ** | Rf | Db | Sg | Bh | Hs | Mt | Ds | Rg | Cn | Uut | Uuq | Uup | Uuh | Uus | Uuo |  |
| -- | -- | -- | -- | -- | -- | -- | -- | -- | -- | -- | -- | --- | --- | --- | --- | --- | --- |  |
|    |    |    |    |    |    |    |    |    |    |    |    |     |     |     |     |     |     |  |
|    |    | *  | La | Ce | Pr | Nd | Pm | Sm | Eu | Gd | Tb | Dy  | Ho  | Er  | Tm  | Yb  | Lu  |  |
|    |    | ** | Ac | Th | Pa | U  | Np | Pu | Am | Cm | Bk | Cf  | Es  | Fm  | Md  | No  | Lr  |  |

| Група 4 періодичної системи |

Група 4 періодичної системи елементів — в «довгій формі» періодичної таблиці група, до якої належать Титан, Цирконій, Гафній та Резерфордій. В «короткій формі» представлення цю групу називають також підгрупою титану або побічною підгрупою 4-ї групи, всі її елементи — перехідні метали.
Перші три елементи зустрічаються в природі. Вони мають подібні властивості — всі вони тугоплавкі рідкісні метали.
Резерфордій у природі не зустрічається. Він був синтезований у лабораторіях і не має стійких ізотопів.

## Хімічні властивості
Усі елементи групи мають 2 електрони на s-оболонці з найбільшим головним квантовим числом, й 10 електронів на першій із внутрішніх оболонок, з яких займають 2 — d-орбіталі. Електронні конфігурації елементів підсумовані в таблиці.
| Z   | Хімічний елемент | Число електронів на оболонці |
| --- | ---------------- | ---------------------------- |
| 22  | Титан            | 2, 8, 10, 2                  |
| 40  | Цирконій         | 2, 8, 18, 10, 2              |
| 72  | Гафній           | 2, 8, 18, 32, 10, 2          |
| 104 | Резерфордій      | 2, 8, 18, 32, 32, 10, 2      |

Елементи групи 4 хімічно активні, хоча активність їх простих речовин блокується формуванням оксидних плівок на поверхні. Оксиди TiO2, ZrO2 та HfO2 мають високу температуру плавлення й стійкі щодо дії більшості кислот.
Елементи групи чотиривалентні й здебільшого створюють сполуки зі ступенем окиснення +4. Вони стійкі до концентрованих лугів, але реагують з галогенами з утворенням тетрагалідів. При високих температурах усі три метали групи, що зустрічаються в природі, реагують з киснем, азотом, вуглецем, бором, сіркою й кремнієм. Гафній та цирконій мають дуже близькі іонні радіуси й дуже схожі на хімічними властивостями. Через це розділити їх хімічними методами майже неможливо, відрізняються тільки фізичні характеристики: температури плавлення й кипіння й розчинність.

## Виноски
1. ↑  Holleman, Arnold F.; Wiberg, Egon; Wiberg, Nils; (1985). Lehrbuch der Anorganischen Chemie (German)  (вид. 91-100). Walter de Gruyter. с. 1056—1057. ISBN 3-11-007511-3.{{cite book}}:  Обслуговування CS1: Сторінки з посиланнями на джерела із зайвою пунктуацією (посилання)